# Modugno
Modugno (Medùgne en el dialecte local) és un municipi italià, situat a la regió de la Pulla i a la Ciutat metropolitana de Bari. El 2022 tenia una població estimada de 36.471 habitants.